# Hein Vree
Hendrik (Hein) Vree (Amsterdam, 6 februari 1926 – Bergen op Zoom, 30 januari 1995) was een Nederlandse beeldhouwer en medailleur.

## Leven en werk
Vree was een zoon van Jan Willem Vree (1888-1973), verzilveraar, en Hendrika Opperdoes. Hij werd opgeleid onder Cor Hund aan de Rijksakademie van beeldende kunsten in zijn geboorteplaats. Met een uitwisselingsbeurs van het Europees Cultureel Verbond vervolgde hij zijn studie aan het Hoger Instituut van Schone Kunsten in Antwerpen bij Henri Puvrez. Hij was van 1946 tot 1953 assistent van beeldhouwer Hildo Krop. 
Vree ontving in 1955 de Esso-Standardprijs en twee jaar later de Hélène Goldmuntzprijs. Hij was lid van Arti et Amicitiae in Amsterdam.

## Werken (selectie)
- Jongen met vlieger (1962), Piusplein in Bergen op Zoom
- Danseresje (1965) Birdaarderstraatweg in Dokkum
- Drie ganzen (1971), Bankrashof, Amstelveen
- standbeeld Anton van Duinkerken (1977) op de Grote Markt in Bergen op Zoom
- Spelende kinderen (1983) bij Lievensberg Ziekenhuis in Bergen op Zoom
- Spelende kinderen (1988) aan de Dr. Van Kesselstraat in Loon op Zand
- Monument voor pastoor Van Schaik (1989) aan de Achterstraat in Nieuw-Vossemeer
- standbeeld Vincent van Gogh (1990) in Etten-Leur

## Galerij

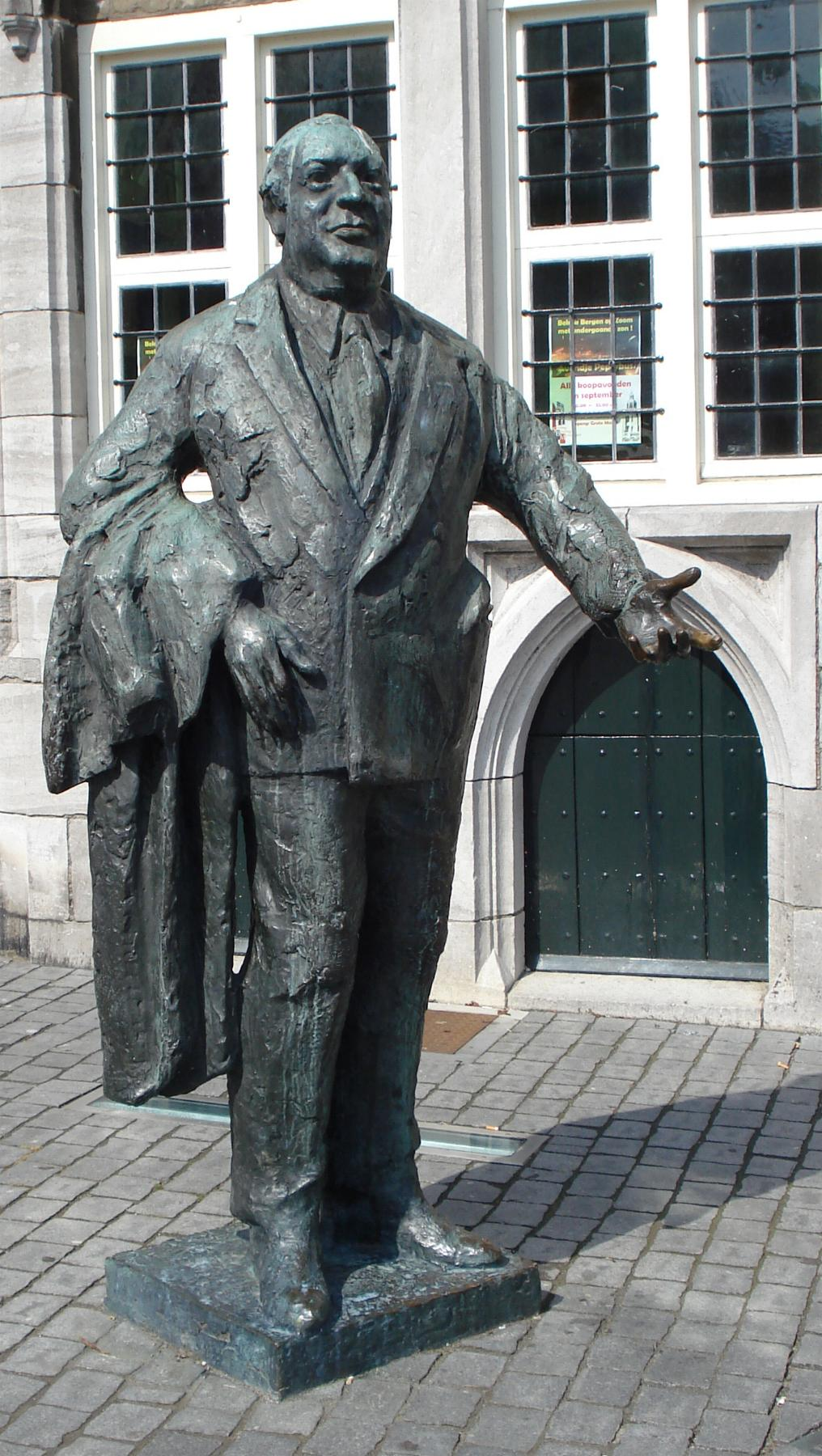
Anton van Duinkerken
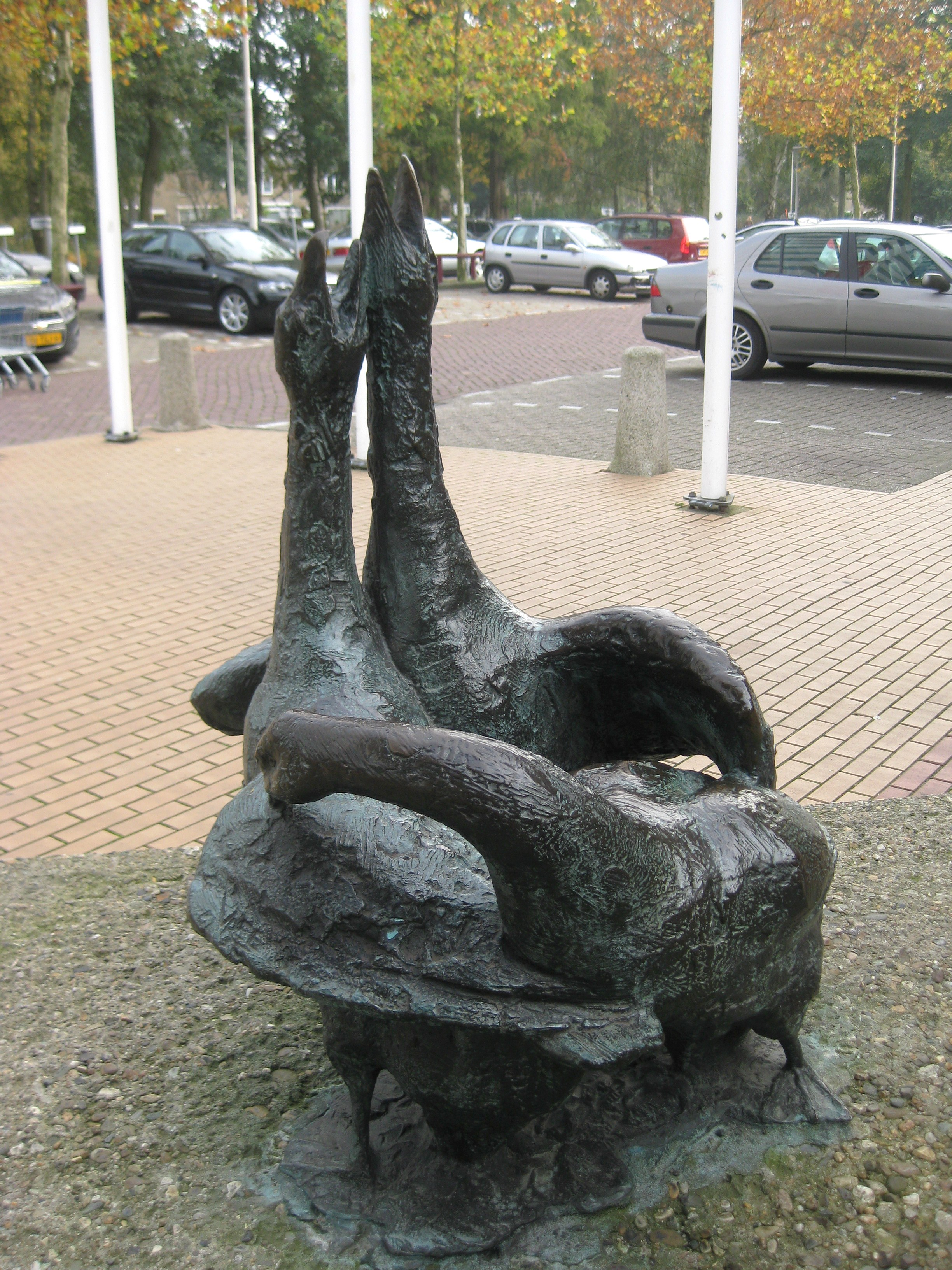
Drie ganzen
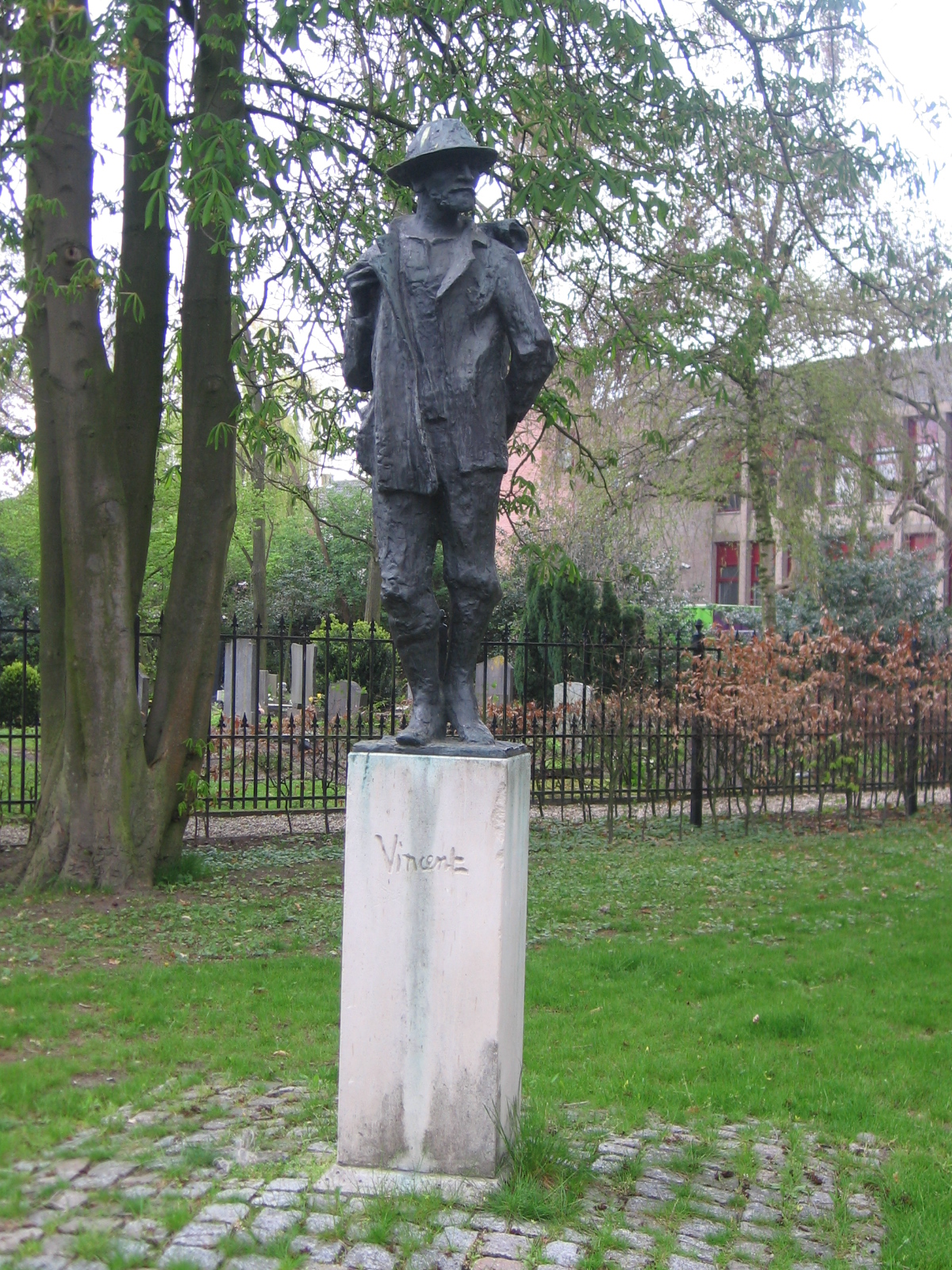
Vincent van Gogh